# Божићно пиво
Божићно пиво је сезонско пиво које се кува углавном за Божић. Обично су тамна и сладна, јака и зачињена разним састојцима, као што су цимет, коријандер, кора поморанџе, каранфилић, мускатни орашчић и ванила. Како се ближе новогодишњи и божићни празници у свим европским метрополама, а и у Скандинавским земљама, полице у маркетима пуне су божићних пива, са чијих се етикета смешкају Деда Мраз, односно Свети Никола (Вршачка пивара 1997) и ирвас Рудолф (касније познатији као етикета Јелен пива).  Амбалажа помаже у побољшању укупног утиска и стварању емоционалног повезивања између потрошача и производа. За пиваре, етикета је једна сјајна прилика да се привуче пажњу потрошача. То су захмељена пива, чија је основа често препечени слад, али чији стил ипак није стандардизован.

## Традиција божићног пива
Пиво се са сигурношћу може назвати најстаријим алкохолним пићем. Кували су га сви народи на свим континентима. Познато је да када су се конквистадори први пут искрцали на обале Јужне Америке, Индијанци су их почастили локалним аналогом пива - Цхуцха. Нека врста пива од банане кувала су примитивна племена Африке. А Европа и Азија су биле испред целе планете по броју сорти. Истина, оно што су наши далеки преци звали пиво, ни по укусу ни по изгледу није било слично пићу на које смо навикли. Али биће занимљивије пратити његову историју од антике до данас. Божићно пиво су први популаризовали Викинзи, који су га испијали током свог Божића, који је падао у јулу (реч Божић jul како су Викинзи користили), а у част Боговима, када су неретко жртвовали и животиње. У древним временима, Викинзи су чак служили храну и пиво у роговима. Сваки рог садржи до 17оз – 500мл – течности. Дакле, можете попити пуну флашу пива и скоро 3/4 флаше вина са само једним пуним трубом. Они су кували пиво. Уместо хмеља, у композицију су додали иглице бора и смрче. Добијени напитак је садржао витамине Б и Ц, који су подржавали снагу ратника у дугим походима.  Назвали су своје пиво Одинова Брага.
Научници повезују настанак пива са колевком човечанства – Месопотамијом. Овде су археолози током ископавања пронашли сумерске глинене плоче из 3. миленијума п.н.е које приказују пиваре нагнуте над бачвом. Сумерани су чак имали и Богињу пива, Нинкаси Светлострујнаја, којој су биле посвећене песме. Сумерско пиво се не може назвати опијеним у пуном смислу те речи: кувано је без хмеља, од јечма и пира, уз додавање мирисног биља за укус. Наследници Сумерана, стари Вавилонци, побољшали су рецепт за пиво: почели су да га кувају не од јечменог брашна, већ и од слада. Штавише, борба за квалитет пића била је озбиљна. Према законима краља Хамурабија, који је владао од 1709. до око 1669. године пре нове ере, требало је да се удави гостионичар који је надувао цену пива.
Стари Египћани су креирали сопствене рецепте: поред јечма, почели су да кувају пшенично пиво, чији је проналазак приписан врховном божанству Озирису. У Египту су пивари били веома цењени, а египатски хијероглиф за „ручак“ састојао се од два знака: „хлеба“ и „пива“.
Испијање пива у Скандинавији се наставило, чак и када је хришћанство постало званична религија Норвешке. Они који то нису желели да ураде морали су да плаћају високе новчане казне, уз претњу да ће им се наредне године одузимати имања. Зато се и дан данас, са првим данима месеца новембра, Норвежани увелико снабдевају с Јулеøл, божићним пивом, које се служи уз трпезу коју чини углавном печена свињска ребарца или сушена јагњећа ребарца, а каткад сутлијаш посут циметом, шећером са додатом коцком маслаца од горе или уз Скандинавксу димљену јегуљу, салату од харинге, димљени лосос, канапее од шкољки, праћени сосовима и умацима. 
Са усвајањем хришћанства у Немачкој и суседној Фландрији, монаси су се озбиљно бавили пиварством. Случај је доведен до великих размера. Има чак и случајева спаљивања „пивских вештица“ – жена које су наводно поквариле манастирско пиво. До сада су најбоље сорте холандског пива оне чији су се рецепти појавили у манастирима.
И Енглеска има дугу традицију испијања ове врсте пива, а на сећање када су код краља Ричарда II организоване гозбе у част Божића. 1700. године у Лондону настао је најпознатији стил међу зимским пивима – Портер, који је име понео по јаким лучким радницима које су тамошњи становници тада називали портерима – носачима. Портер је пиво најчешће црне боје, али се може наћи и у рубин црвеној или смеђој боји. Служи се уз традиционално божићно јело - пуњена ћуретина пиринчем или кромпиром, гриловано поврће (прокулице, першун, шаргарепа, махуне пасуља) и пудинг од шљива који се фламбира румом или ракијом. Али пенасто пиће се и даље пило у дворцима, у опатијама и у колибама вилана. Пиво је тих дана било слаткастог укуса: додавали су му мед и мало вријеска. 
Руски цареви су такође волели пиво. Много је учинио на популаризацији Петар I, који је наредио увођење пива у исхрану војника као најбољег лека за скорбут (ова изјава важи за живо пиво). И сам цар је волео пиће спремљено по холандском рецепту. Царица Елизабета И, напротив, преферирала је енглеске сорте: але и портер. До краја КСНУМКС века пиво за руске цареве се кувало у дворским пиварама. 
Белгија данас броји неколико десетина врста зимског пива, иако је као прво модерно комерцијално божићно пиво 1926. лансирана Stella Artois, коју данас познајемо само као индустријски лагер. С обзиром на то да stella на латинском значи звезда, ово пиво је требало да обележава праву божићну  атмосферу и често се налазило на трпезама домаћистава. Међутим, пошто није било карактеристично тамног и сладног укуса, нити је подсећало на божићна пива Скандинавије, благовремено се ретко користило за божићном трпезом, на којој се налази печена божићна ћуретина у рерни, округла говедина прекривена са foie gras и затим умотана у лиснато тесто, зец са шљивама или са чоколадним сосом и крушкама у вину. Ипак, сачуван је велики број традиционалних белгијских стилова пива као један од већих произвођача пива, као што су  бело пиво, ламбик, фламанско старо браон и белгијски јаки але. 
Данска такође има традиционална божићна пива која испијају на прослави Ј-Даг (Ј-Даи). Реч је о празнику који се не може пронаћи у календарима, а обичај налаже да током прославе и певања божићних песама испијају на галоне свог омиљеног пива. Цео хепенинг почиње 3. новембра у 20:59 сати. Тада су данске улице и барови препуни локалног становништва, али то је и дан када Туборг у продају пушта своје божићно пиво. Први Ј-Даг је био прослављен 1990. године, односно девет година након што је Туборг први пут лансирао посебно божићно пиво познато под именом Julebryg. И дан данас се може наћи ова врста пива у престоници Данске.
Најпознатије божићно пиво вероватно је Samichlaus (Свети Никола), који је почео да се прави у Цириху 1980. године, када је са својих 14% алкохола било најјаче пиво на свету, те га конзумирају уз јело Chinoise Od Fonde, умачу се танке кришке меса у лонац уместо сира и једу их са поврћем и умацима, што је и даље негде традиција.
Сарајевска пивара је за Зимске Олимпијске Игре 1984. године скувала пиво Олимпик, чију је налепницу красила фигура Вучка, маскоте ЗОИ, са шалом и криглом пива у руци. Пиво је имало дугу традицију док се 2019. није основала 84 Olympics Craft Brewery, која је једна од најопремљенијих пивара у БиХ која и сада производи познате брендове крафт и стандардног пива.
И са друге стране океана божићно пиво је врло популарно, али данас Америка предњачи с његовом производњом. Прва комерцијална празнична пива у САД почела су да се производе почетком 1900. године, али су убрзо због прохибиције нестала са тржишта. Уследила је дужа пауза, да би 75 година касније божићно пиво поново ушло на велика врата и то захваљујући пивари Anchor Breving Co. у којој се скувало прво божићно пиво, које се звало Our Special Ale.  Од тада до данас и многе друге америчке пиваре у понуди имају сезонска пива, која су у Америци сврстана, односно категорисана у божићни стил пива уз укусну печену ћурку, шунку, колач од ђумбира, питу од бундеве.
Божићно пиво Ора (Ora Jolabjor) направљено од грашка и маринираног црвеног купуса, на Исланду је у предбожићном периоду постало хит међу купцима, а с полица радњи нестало је у року од неколико сати. Производи га мала пивара из Рејкјавика, а његов настанак надахнут је традиционалном исландском божићном вечером која се састоји од грашка, црвеног купуса и карамелизованог кромпира.
Sapporo Breweries Ltd. је јапанска компанија за производњу пива основана 1876. Сапоро је најстарији бренд пива у Јапану. Први пут је скуван у Сапору, Хокаидо, Јапан, 1876. године од стране пивара Сеибеи Накагава. Светско седиште Сапоро пивара налази се у Ебису, Шибуја, Токио. Продају се три пива, Премиум, Ресерве и Лајт, а обично га конзумирају уз суши или уз димљени лосос за божићне трпезе. Друга врста пива као други јапански пивски бренд које датира још из 1987 из Кирина је Asahi Super Dry, које се може наћи чак и на нашем српском тржишту, у одређеним пивницама крафт пива попут Хелга пабова. 
Кинеско пиво „Clitoria“ наћићете само на Далеком Истоку. Међутим магичне боје кинеске орхидеје „Clitoria Ternatea“ су спојене са америчким Пале Але-ом и добили луди љубичасти ејл са аромом грејпа и тропских воћа са умерених 4.2% алкохола, што подсећу на врсту Pale Ale крафт пива или Индијски Мумбаи Pale Ale.
Прво аустралијско пиво било је кукуруз, а први пивар који је направио такво пиће био је Јохн Бостон, рођени Британац. Своју активност започео је у Сиднеју крајем осамнаестог века. Све се на значајан начин променило захваљујући потомцима Франциса Фитзгералда - познатог произвођача пива који је живео у Ирској. Његови синови су се преселили у Аустралију где су основали сопствену пиварску компанију и бавили се производњом аустралијског пива користећи фундаментално различите технологије и битно другачији квалитет. Пивара Милтон, коју су они створили, почела је да функционише средином деветнаестог века. 
Очекивани фаворити у испијању пива као што су Аустрија и Немачка смењују се на трећем и четвртом месту, а у врху су још Пољска и Ирска. Међутим, друго место на свету, испред поменутих пивских гиганата, са 108 литара попијеног пива годишње, држи земља за коју многи неупућени у географију нису ни чули, а камоли да је очекују у врху листе пивских потрошача. То је Намибија, држава која се налази на југозападу Африке, окружена Замбијом, Анголом, Боцваном, Јужном Африком и Атлантским океаном. Иако немачка власт овде не постоји од 1920. године, када је управа предата Јужној Африци, један немачки закон, мада потпуно незваничан, и даље је веома поштован, као што се понекад неписани закони и традиционална правила више поштују од званичних закона. То је Reinheitsgebot немачки закон о чистоти пива из 1516. године. Једноставно, пиво је постало неизоставни део намибијске културе. Један од поштовалаца овог закона је Namibia Breweries Limitied (NBL), водећа пивска компанија у држави. Настала је 1920. године када су Карл Лист и Херман Олтхавер преузели четири мање пиваре које су биле у финансијким потешкоћама и спојили их у једну, названу South West Breweries Limited (SLB). Ово име било је на снази све до 1990. године када је Намибија коначно стекла независност. НамБеw 60% своје производње извози у Јужну Африку и двадесет других земаља широм света. 
Божић у Ирској традиционално почиње 8. децембра, на празник Безгрешног зачећа, многи на тај дан постављају украсе и јелке, и траје до 6. јануара, односно Малог Божића. Ирски предузетник Arthur Guinness, 31. децембра 1759. унајмио је на 9 000 година пивницу «St. James’s Gate» у Даблину, како би производио пиво. То је био почетак производње славног Гинис пива, које је остало најпознатије од свих ирских алкохолних пића. Данас се годишње прода око 850 милиона литара тог пива, а приходи од њега досежу до 2 милијарде еура. Почетком 20. века то је постала највећа пивара на читавом свету. Педесетих година прошлог века директор Гинисових пивара, Хугх Беавер, одлучио је да покрене књигу у којој би били скупљани светски рекорди. Настала је тако славна Гинисова књига рекорда, која је још више подигла светску препознатљивост имена Гинис. Ова врста пива такође постоје у крафт пивница широм света и код нас. Иде одлично у печену патку као често јело на трпези. У овој острвској држави постоји традиција да се пита с месом и боца пива остављају испред врата као својеврсна ужина намењена Деда Мразу. 
Пивара Mahou-San Miguel основана је 1890. године у Мадриду  и главни је играч на шпанском тржишту. Готово одмах, у првој деценији после оснивања, ова пивара почела је да сакупља медаље за квалитет својих производа – златна медаља у Бриселу, 1897. године и исто таква у Паризу три године касније. Пивара Махоу је одувек будно пратила  технолошке иновације, промене укуса тржишта и при том се непрестано ширила, па је куповином Сан Мигуела 2000. године постала је највећи шпански произвођач пива. Ово пиво се налази код нас тржишту у многим угоститељским објектима. Није много јако пиво, обично се служи уз кришку лимета а иде уз паељу, гаспаћо, разне тортиље, шунка. 
Један од најстаријих и најпознатијих италијанскиx брендова је Перони. Ова компанија основана је 1846. године у Ломбардији, дакле опет на северу, да би се по уједињењу Италије, 1864. године преселила у Рим. Врло брзо су постали једно од најпознатијих пивских имена у Италији, а и данас су са својим пивима можда најпознатији италијански бренд у свету. 

## Српско тржиште
Када је реч о Србији слика је потпуно другачија, јер производња правих божићних пива скоро и да не постоји, а његово сезонско конзумирање је сведено на минимум. Чињеница је да се празнично пиво генерално не производи ни у индустријским нити у крафт пиварама, сем ретких изузетака, а као разлог пивари наводе слабу потражњу и економску неисплативост.  И заиста, истини за вољу, да би се стекле нове конзументске навике, пиваре би требало да уложе позамашну своту новца у маркетинг, посебно траде маркетинг, кроз који се на лицу места раде кампање како би се анимирали потрошачи да купе неки производ. Пивари су свесни да све ово представља велики ризик, јер питање је колико би слуха имали српски конзументи за новину на домаћем тржишу. 
Први пут се пиво у Србији помиње у 15. веку, за време владавине деспота Стефана Лазаревића. Пиво је у Србију дошло од северних суседа, а врло брзо је нашло своје и данас драгоцено место у нашем народу. Кувало се свуда, од домаћинстава, преко кафана, манастира, па до саме резиденције владара. Светло, тамно, са укусима разног воћа, безалкохолно, у стакленој флаши или конзерви, тек данас је ретко који дом без овог слада у својим фрижидерима. Пије се уз ручак, после обеда, а најслађе је увек уз неку фудбалску утакмицу. Мада је кроз векове мењало изглед, укус, начине и услове производње, својства пива су остала иста. Данас је пиво треће најпопуларније пиће на свету, после воде и чаја. Занатско пиво је пиво које се углавном производи у кућним условима или у малим регистрованим занатским пиварама (крафт пиво). Основни састојци занатског пива су вода, јечам, хмељ и пивски квасац. Потенцијал занатског пива у Србији је велики, али у годишњој производњи пива која је последњих година пет милиона хектолитара занатска учествују само са једним процентом. Потенцијал годишње производње пива у нашој земљи је више од два пута већи од досадашње производње и износи око 12 милиона хектолитара. Значајна разлика занатског од стандардног пива је та што се за занатско пиво користе сировине у изворном облику, а ферментација и одлежавање се раде на традиционалан начин, најчешће се не филтрира и не пастеризује, што, додуше, отежава транспорт и продају. Поред својих основних састојака јечменог слада, хмеља и пивског квасца, у занатска пива се могу додавати и друге житарице, разни зачини, воће и поврће. Производња занатског пива у Србији има огроман потенцијал. У Србији тренутно има око 70 крафт пивара.  Крафт пиво је последњих неколико година направило прави “бум” у Србији. Статистика, пак, каже да је то тек почетак и да је потенцијал за справљање пива на овакав нечин изузетно велики, те у будућности тек очекујемо пораст производње крафт пива.
Поједине пиваре одважиле су да пивопијама понуде и овај стил "божићног" пива, тј празнично пиво. Једна од њих је пивара The Black Turtle из села Кукујевци, надомак Шида. Наиме, када се приближи сезона божићних и новогодишњих празника, популарна Црна Корњача припрема празнично пиво. У питању је стил инспирисан чувеним белгијским зачињеним пивима,поменутим у причи горе, које се припрема по оригиналној рецептури и уз додатак цимета, аниса и коре од поморанџе. Бронзано наранџасте је боје, веома је питко и карактеристично је по освежавајућем укусу и са количином алкохола која не прелази 5 одсто и може се само конзумирати у пабовима ТБТ Пуб 2. Овде можете гуцнути и пива попут белгијског Stella Artois.
И компанија Carlsberg Србија је избацивала на тржиште Tuborg Christmas Brew. Реч је о пастеризованом тамном пиву које има пун укус и арому, карамелне је боје, капамелног мириса и веома пријатне горчине. Садржи 5,6 одсто алкохола. Стилски је инспирисан данским пивима. Карактерише га плава лименка са мотивима зиме и празника. 
Иако обично уз божићну трпезу конзумирамо било вино, и то више црвено него бело, медовина уз прасетину печеницу, чесницу, божићни колач на столу се могу наћи и нека пива. Пиво је богато витаминима, нарочито витамином Б, а садржи и минеале – силицијум и влакна. Пиво је у Србији одвајкада било асоцијација за прославе, журке, везивало се за успех, пријатеље, породицу.  Светла пива ће се набоље “сложити” са пицама, бургерима и хот-договима, док ће пива на бази воћа појаћати укус хрскаво прженој пилетини. Такође, пиво је на божићној трпези уз сарму, печење или руску салату.